# Mandu

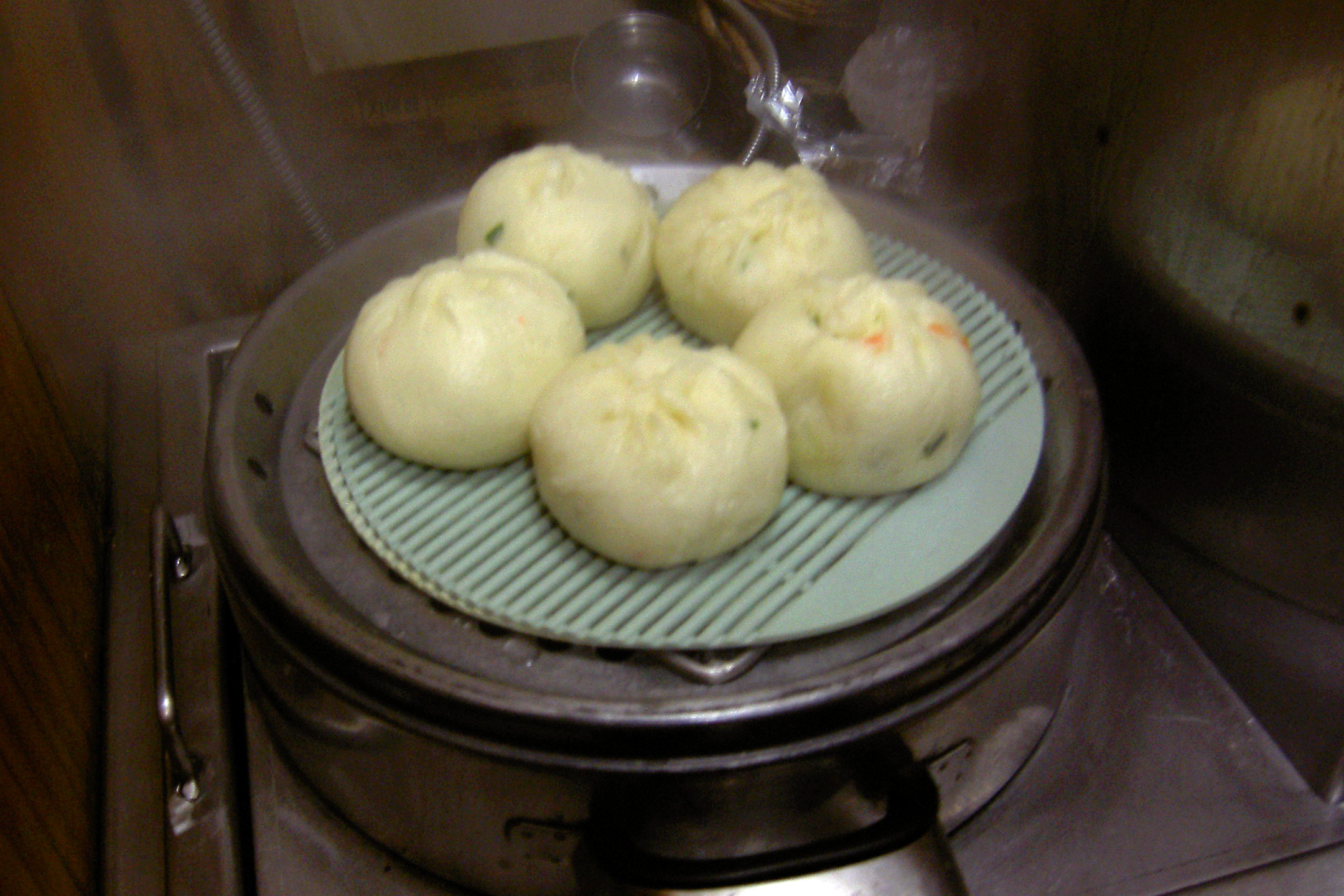
Mandu

Mandu zijn dumplings uit de Koreaanse keuken vergelijkbaar met Chinese dimsum.
Mandu zijn kleine pakketjes van deeg met een vulling. Deze vulling kan vegetarisch zijn, maar kan ook vlees bevatten. Een typische Koreaanse mandu-variant bevat kimchi en wordt dan ook kimchi mandu genoemd. De mandu kunnen op verschillende wijze bereid worden. Zo is het mogelijk om de mandu te stomen en te frituren. Ook wordt mandu gebruikt als extra ingrediënt in een tteok guk, waardoor tteok mandu guk ontstaat.

## Mulmandu
Gestoomde mandu worden mulmandu (물만두, letterlijk water mandu) genoemd.

## Gunmandu
Gefrituurde mandu worden gunmandu (군만두, letterlijk geroosterde mandu) genoemd.